# Lær at læse
|  | Denne artikel er oprettet af botten Steenthbot ud fra en ekstern database. Den kan derfor have sproglige fejl eller mangler. Denne skabelon kan fjernes efter kontrol af indholdet. |

Lær at læse er en dansk undervisningsfilm fra 1974 instrueret af Flemming la Cour og efter manuskript af Poul Erik Jensen.

## Handling
Mange tror, at man kun bruger øjnene og hjernen, når man læser, men mange bruger tillige læber og stemmebånd eller hører en 'indre stemme', som medvirker til at gøre læsningen langsommere. Et læsetræningskursus kan vise sig at kunne fordoble læsehastigheden hos en del af kursisterne.